# جبله نو
جبله نو، روستایی است از توابع بخش مرکزی شهرستان جغتای استان خراسان رضوی ایران.

## جمعیت
این روستا در دهستان دستوران قرار داشته و بر اساس سرشماری سال ۱۳۸۵ جمعیت آن ۴۰۱ نفر (۱۰۲ خانوار)
بوده است.